# Quinto Calpúrnio Pisão
Quinto Calpúrnio Pisão (em latim: Quintus Calpurnius Piso) foi um político da gente Calpúrnia da República Romana eleito cônsul em 135 a.C. com Sérvio Fúlvio Flaco.

## Consulado (135 a.C.)
Em 138 a.C., como pretor, intermediou uma disputa de fronteiras entre Esparta e Messênia. Pisão foi eleito cônsul em 135 a.C. com Sérvio Fúlvio Flaco e foi enviado pelo Senado até a Hispânia Citerior para assumir a Guerra Numantina, contra a cidade de Numância. Ao invés de atacá-la, porém, Pisão se limitou a saquear o território inimigo chegando até a cidade de Palância (moderna Palência).